# Каждый день доктора Калинниковой
«Каждый день доктора Калинниковой» — советский фильм 1973 года режиссёра Виктора Титова.

## Сюжет
Доктор Калинникова из провинциальной клиники, посвятившая свою жизнь хирургии, разработала новый метод лечения. Со всей страны едут пациенты в её ортопедическую лабораторию — настолько эффективны эти уникальные методы лечения (прообраз — методика хирурга-ортопеда Гавриила Илизарова).

Доктор Калинникова — личность, несомненно, незаурядная. Она изобрела аппарат для лечения костных травм и успешно применяет собственный метод врачевания. Её небольшая провинциальная клиника стала знаменита — очередь на лечение заполнена на несколько лет вперед. И вот она, маленькая хрупкая женщина, проводит самые сложные операции, бесконечно ведёт приёмы, готовит учеников, да плюс ко всему противостоит скептицизму заезжих коллег, проверяющих правомочность её методики.— кинокритик Даль Орлов, журнал «Спутник кинозрителя», июнь 1974 года
Однако на неё поступает анонимная жалоба. Из Москвы приезжает комиссия с установкой прекратить «ненаучные» эксперименты Калинниковой.
Калинниковой сложно обосновать научность своего метода: она живёт только работой, нет времени даже всё обобщить и защитить диссертацию.
Её методику поддерживает известный врач Красик, когда-то приехавший из Москвы тоже с проверкой, но поверивший в методику и оставшийся практиковать.
Пообщавшись с пациентами и коллегами доктора Калинниковой, ознакомившись с результатами операций, комиссия поддерживает её новый метод.

## В ролях
- Ия Саввина — Нина Степановна Калинникова, хирург-ортопед-травматолог
- Валерий Золотухин — Евгений Дмитриевич Бибиков, проверяющий из министерства
- Эльза Леждей — Н. А. Благих, доктор медицинских наук, проверяющая из министерства
- Александр Калягин — Сергей Петрович Красик, врач, доктор медицинских наук, заместитель Калинниковой по научной работе
- Ольга Гобзева — Наталья Немышева, балерина
- Александр Александровский — Добрынин, композитор
- Алла Мещерякова — Надя, медсестра, помощница Калинниковой
- Игорь Ясулович — Чуканов, хирург
- Валентин Вершинин — Лунин, хирург
- Ксения Бороздина — Зуева, человек из отдела кадров
- Слава Зайцев — Витя, сын Калинниковой
- Татьяна Божок — Танечка
- Виктор Хохряков — отец Танечки
- Елена Успенская — хромая девушка
- Генриетта Егорова — мать хромой девушки
- Мария Скворцова — санитарка

## Критика
Говорить об этом кинофильме — значит, прежде всего говорить об актерской работе Ии Саввиной, исполнившей в нём главную роль. В поведении актрисы, в интонациях её голоса присутствует нечто такое, что сразу задевает внимание, заявляет пристально следить за каждым её словом, жестом, поступком. Ия Саввина поистине растворилась в образе, в неповторимой индивидуальности героини…. А в операционной Саввина ведёт себя так, будто всю жизнь занималась именно хирургией, столько в ней уверенности, властности, я бы сказал, красивого апломба. Перед нами не актриса, играющая роль, а талантливейший хирург уникальной одарённости.— кинокритик Даль Орлов, журнал «Спутник кинозрителя», июнь 1974 года